# Hôtel-Dieu de Clermont-Ferrand
 (août 2023).
L'Hôtel-Dieu de Clermont-Ferrand est le site d'un ancien établissement hospitalier remontant au XVIIIe siècle, situé dans la partie sud du centre historique de Clermont-Ferrand, en Auvergne, sur le rebord du « plateau central ». Le site a une superficie de 4,5 hectares. Il est inscrit aux monuments historiques depuis 2004. Le site possède, comme plusieurs autres îlots de Clermont-Ferrand, des caves et souterrains.
Le site est actuellement en reconversion. Le bâtiment principal est destiné à accueillir la plus grande des bibliothèques de Clermont Auvergne Métropole.

## Un site en reconversion
La plus grande  (9571 m2) des bibliothèques de la métropole clermontoise était d'abord annoncée pour 2024 dans l'ancien « pavillon Dijon » de l'Hôtel-Dieu, à côté d'un jardin de lecture. Finalement, son ouverture au public sera à l'automne 2026  .  
Un important programme de construction étalé sur 7 ans prévoit de livrer 980 logements, 15.000 m2 d’espaces verts, commerces et bureaux. 

## Histoire

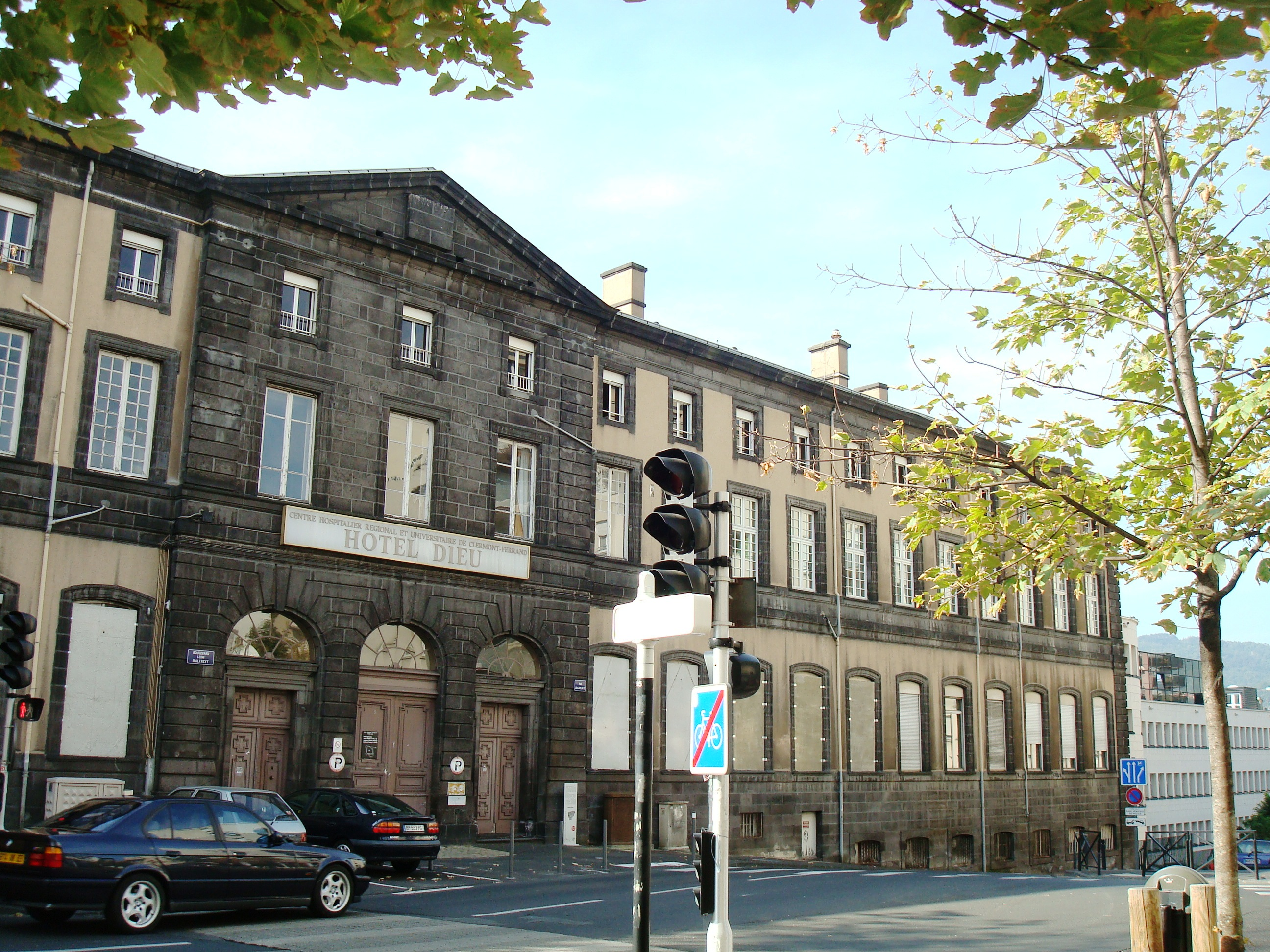
Hôtel-Dieu, façade septentrionale ; état du bâtiment en 2011.

L'Hôtel-Dieu est situé sur le site de l’ancien hôpital de la Charité. 
L'actuel Hôtel-Dieu a été créé via toute une série de constructions qui vont de 1767 à 1933. Il a remplacé l'hôpital Saint-Barthélemy, qui se trouvait à l'ouest du centre ancien, dans l'espace situé entre le marché Saint-Pierre et l'avenue des États-Unis ; la rue Saint-Barthélemy y rappelle son souvenir.
Le couvent des Cordeliers fut vendu comme bien national pendant la Révolution, il ne resta des destructions successives que la chapelle. 
Le premier bâtiment date de 1767 à 1773, conçu probablement par l'architecte Dijon. Il possède une capacité de 500 lits. 
Il est agrandi entre 1808 et 1815 par une conception dirigée par l'architecte Rousseau. 
Pendant la Révolution, il est renommé grand hospice de l’humanité. En 1892, est construite l'école de sages-femmes par Jean Teillard. 
En 1920, la polyclinique et 3 pavillons sont construits, avec l'architecte Jean Amadon aux commandes, puis en 1938, c'est l'école d'infirmières qui est construite. 
Enfin, Albéric Aubert a conçu les deux pavillons à l'est de l'Hôtel-Dieu. Gustave Gournier et Émile Mery sont les deux artistes principaux qui se sont exprimés sur le site.

### Histoire récente

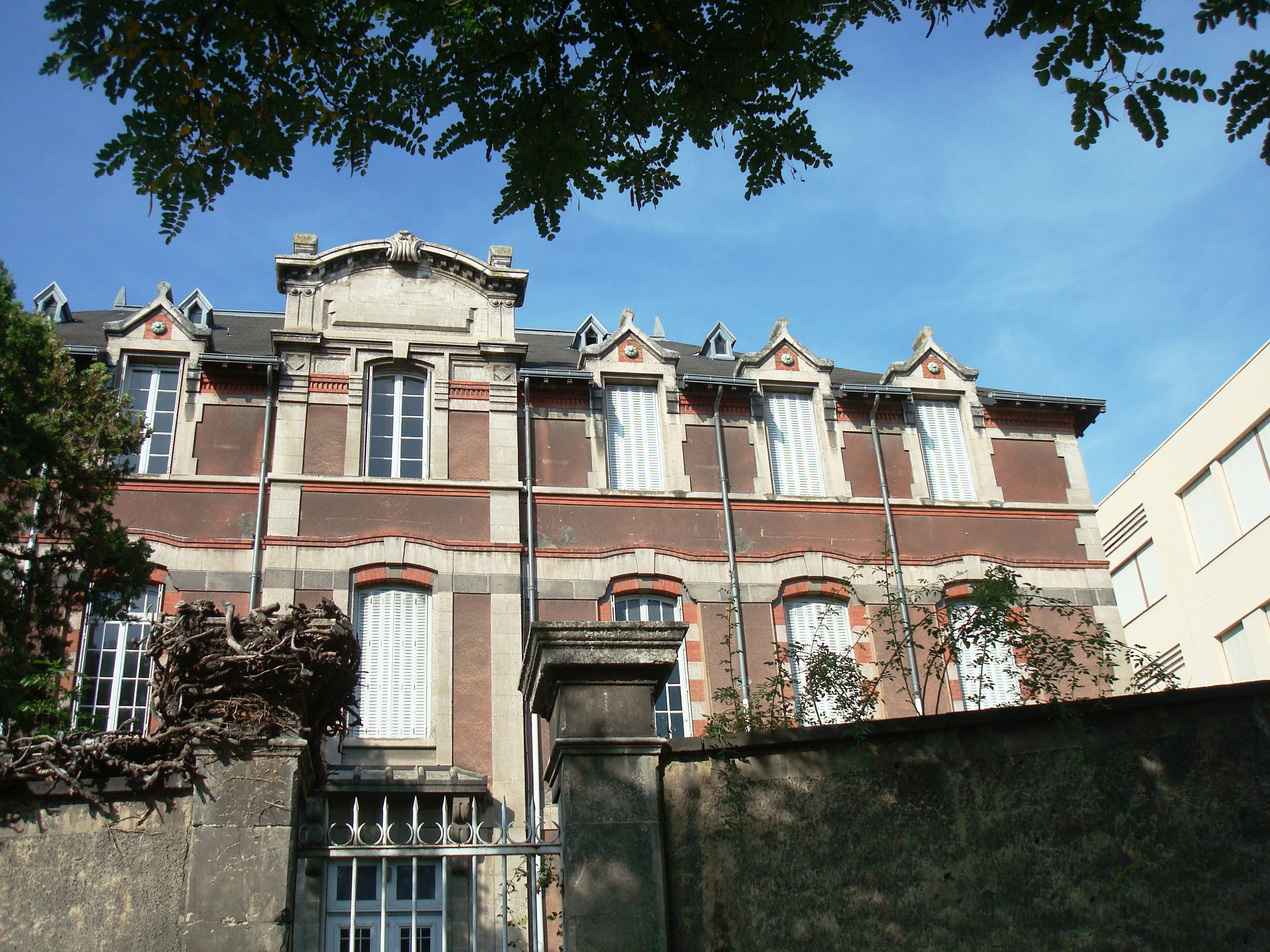
Ancien bâtiment de l'école des sages-femmes ; état du bâtiment en 2011.

Les activités hospitalières sur le site de l'Hôtel-Dieu ont eu lieu sur une période particulièrement longue, avec près de 230 ans d'activités. Le dernier occupant hospitalier des lieux, le centre hospitalier universitaire de Clermont-Ferrand, ne décide de quitter l'Hôtel-Dieu, qu'après la construction de l'hôpital d'Estaing (NHE), qui a été décidé en décembre 2002, sur un ancien site de Michelin, acheté en 2003. Le CHU se décide ainsi à vendre l'Hôtel-Dieu pour une somme estimée à 30 millions d'euros, en vue de permettre la construction de l'hôpital d'Estaing estimé à 245 millions d'euros. Le site de l'Hôtel-Dieu ayant de plus été estimé environ à 30 millions d'euros en 2008 et 2012 par les services des domaines.
Il est inscrit aux monuments historiques le 29 décembre 2004. L'inscription concerne les bâtiments initiaux construit entre 1767 et 1773 et ceux entre 1808 et 1815, mais aussi l'école de sages-femmes, les pavillons Hacquart et Tixier, la polyclinique et les pavillons en brique. En revanche, le bâtiment le plus ancien du site, le pavillon du Refuge, occupé en dernier lieu par la morgue, n'a pas été inscrit à la suite d'une erreur de la commission d'inscription.

### Le réaménagement
Un concours appelé EuroPAN est organisé pour réfléchir à l'aménagement du site, sans qu'un choix particulier soit retenu.
À partir de la fin 2009, le CHU quitte l'Hôtel-Dieu, sans que celui-ci n'ait encore trouvé de repreneur pour le site. Les intérêts et le gardiennage auraient coûté en 2014 près de 10 millions d'euros au CHU. La collectivité publique souhaite racheter des lots de l'Hôtel-Dieu sur le long terme, ce qui ne convient pas au CHU. En juin 2010, le CHU choisit finalement un acheteur (après avoir prospecté 80 acheteurs potentiels) pour 25 millions d'euros (déduction des 5 millions de coûts de fouilles archéologiques) qui reste inconnu, comme son projet pour le site, tout en permettant la création de la bibliothèque communautaire et universitaire sur le site,. En 2011, le Conseil Municipal crée une ZAC sur le site. La même année, 9 permis de démolir sont délivrés, concernant la maternité, le bâtiment du Refuge, les ateliers techniques, etc., en conformité avec les demandes de la mairie et de la DRAC.
Le 14 juin 2012, une déclaration d'intention d'aliéner est faite, le site se situe sur une zone de préemption, mais la collectivité renonce à son droit de préemption. La mairie aurait eu l'intention d'acquérir le site pour 20 millions nets, alors que l'agence régionale de santé déclare qu'aucune proposition n'a été faite.
En janvier 2013, la mairie de Clermont-Ferrand modifie son plan d'occupation des sols, à 46 voix contre 7, modification qui concerne exclusivement l'Hôtel-Dieu,. La modification réduit la hauteur maximale autorisée pour les nouvelles constructions sur l'emprise de l'Hôtel-Dieu, introduit des servitudes d'équipements publics (pour des bibliothèques communautaires et universitaires) et augmente l'emprise des espaces verts. Toute modification importante d'un PLU ou d'un POS induit obligatoirement une enquête publique ; elle est réalisée entre le 22 février et le 25 mars, et elle émet un avis favorable à la modification du POS. Le CHU reste hostile à la modification du POS, et certains élus municipaux mettent en avant que cette modification est faite pour empêcher la vente.
Le 20 juillet 2015, s'ouvre à la mairie de Clermont-Ferrand, jusqu'au 28 août, la procédure d'utilité publique concernant le permis d'aménager le site, sur la base du nouveau POS, un compromis ayant été trouvé entre les promoteurs acquéreurs et la municipalité du nouveau maire Olivier Bianchi.
De 2020 à 2021, 5000 m² des espaces extérieurs de l’hôtel-Dieu font l'objet de fouilles archéologiques préventives en amont du chantier de la bibliothèque municipale. Un axe majeur antique formant la limite occidentale de la ville antique est mis au jour, ainsi que des bâtiments du IIe siècle de notre ère,.